# Pana (langue mbum)
Pour les articles homonymes, voir Pana.
Le pana (ou pani) est une langue mbum parlée principalement en République centrafricaine, également au nord du Cameroun, dans le département du Mayo-Rey, l'arrondissement de Touboro et quelques centres urbains, ainsi qu'au sud du Tchad.
Le nombre total de locuteurs a été estimé à 86 000, dont 2 980 au Cameroun (2000) .